# Gryde
En gryde er en skål/beholder lavet af metal, som for det meste anvendes til madlavning på et komfur. En gryde har to hanke, mens en kasserolle har et enkelt aflangt håndtag. Da gryder og kasseroller ofte bliver varme, er det en fordel at bruge grydelapper, når de skal flyttes.
| Materiale                | Rustfrit stål | Støbejern | Aluminium | Kobber |
| ------------------------ | --- | --- | --- | --- |
| Varme-ledeevne           | Overfører varmen ujævnt, men middel hurtigt. | Overfører varmen middel jævnt, men meget langsomt. Det holder varmen i langt tid efter at blusset er slukket                                                                                        | Overfører varmen meget jævnt og hurtigt | Overfører varmen meget jævnt og meget hurtigt |
| Mulige varmekilder       | Kogeplade, induktion (hvis stålet er magnetisk egnet), gas, glaskeramiske plader. | Kogeplade, induktion, gas, glaskeramiske plader, ild fra bål | Kogeplade, gas, glaskeramiske plader | Kogeplade, gas, glaskeramiske plader, |
| Brug og vedligehold      | Nemt at rengøre og materialet er hårdt og forholdsvist robust. | Det er meget hårdt og meget robust. Må ikke rengøres med opvaskemiddel, da det ødelægger belægningen. Skal i stedet behandles med olie efter brug. Dermed undgås rust og belægningen vedligeholdes. | Materialet er blødt, men forholdsvist let at rengøre | Kan skifte farve når det opvarmes, men det kan pudses. Sølv eller kobber kan angribe syrer fra f.eks. tomat eller æg, hvilket skaber kemiske reaktioner, der er skadelige for helbredet, hvis man spiser det. |
| Kombineret materialevalg | Bunden laves ofte som en "sandwichbund", der består af aluminium der er indkapslet i stål. Alternativt kan bunden være lavet af kobber. Den indvendige belægning kan være af keramik eller teflon. Ældre gryder kan være emaljeret. | Normalt af 100% støbejern, men kan have indvendig teflonbelægning eller anden slip-let belægning. Kan alternativt være emaljeret.                                                                   | Kan behandles med belægning indvendigt og udvendigt af teflon eller anden slip-let belægning. Hvis aluminium bliver anodiseret bliver det hårdt og får slip-let egenskaber | Kan indvendigt behandles med teflon, stål, sølv eller tin. |

En gryde har to håndtag, hvorimod en pande kun har et aflangt håndtag. Derfor kan man sige at en kasserolle nærmere beslægtet med en pande end en gryde. Man kan også se på en wok, hvor der er forskel på om der er tale om en pande wok eller en gryde wok alt efter om den har to små håndtag i hver side eller kun et aflangt håndtag.